# Macron wrightii
Macron wrightii is een slakkensoort uit de familie van de Pseudolividae. De wetenschappelijke naam van de soort is voor het eerst geldig gepubliceerd in 1865 door H. Adams.